# Museo Barracco

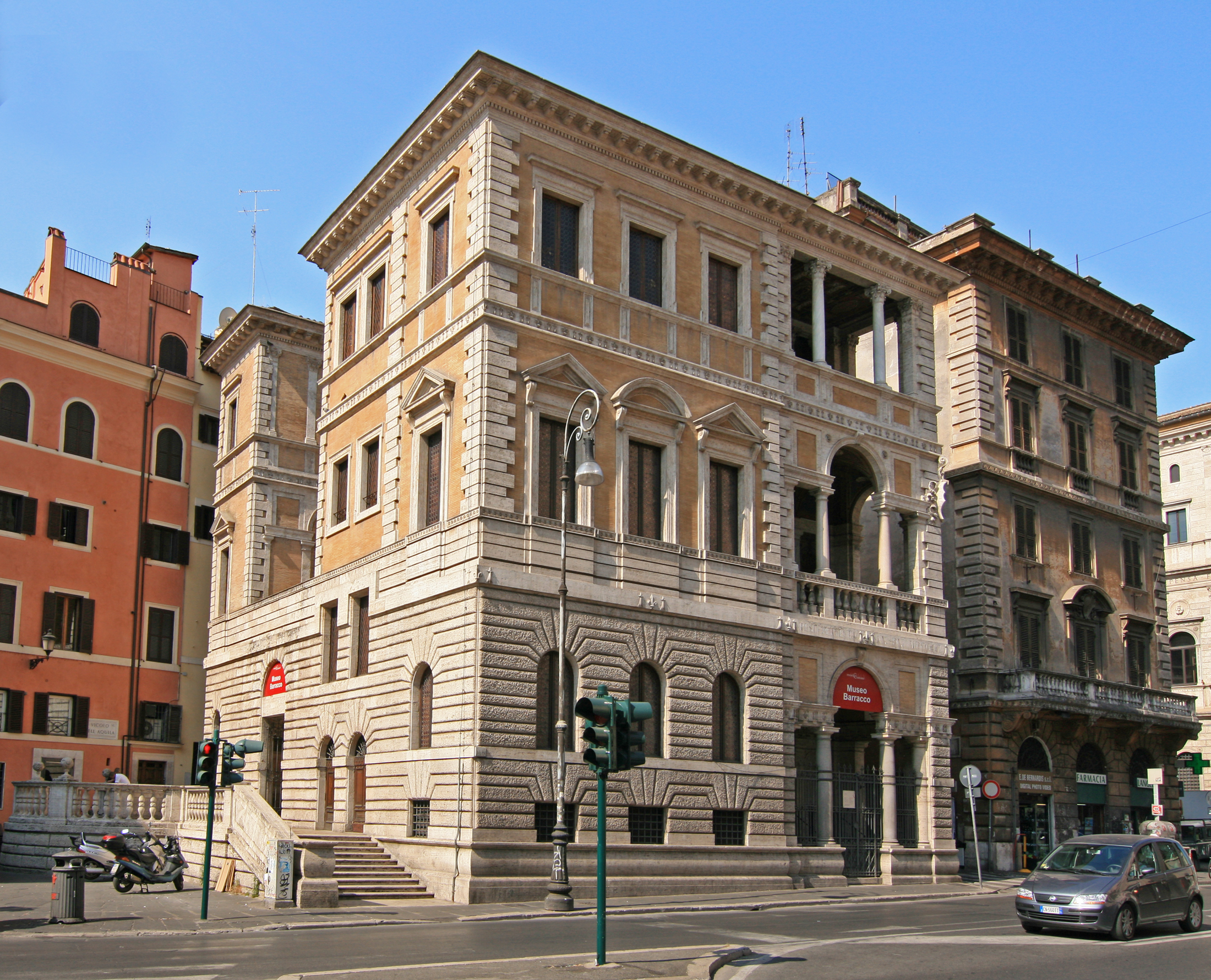
Het Museo Barracco

Het Museo Barracco, of Museo di scultura antica Barracco, is een museum in Rome gelegen aan de Corso Vittorio Emanuele II. Het museum ontstond nadat baron Giovanni Barracco zijn collectie antieke beelden in 1902 aan het museum schonk. oorspronkelijk was het museum gevestigd in het huis van de baron, maar in 1947 verhuisde men naar de huidige locatie naar een pand dat Le Roy, of ook de Farnesina ai Baullari, genoemd wordt.

## Collectie
De collectie van het museum bestaat uit kunstvoorwerpen uit de Egyptische, Assyrische, Cypriotische, Griekse, Etruskische en Romeinse cultuur. De bedoeling is dat de collectie een overzicht van de Mediterrane kunst door de eeuwen heen weergeeft.